# Staszyce (Piła)
Staszyce (niem. Karlsberg) – dzielnica Piły, położona w południowo-zachodniej części miasta, nad Gwdą, wzdłuż dróg wylotowych w kierunku Poznania i Trzcianki, w pobliżu Jeziora Piaszczystego.

## Historia
Dzisiejsza dzielnica powstała prawdopodobnie w XVIII wieku jako dalekie przedmieście położone wzdłuż drogi do Ujścia, na piaszczystym wzgórzu zwanym Górą Karola (Karlsberg). W 1775 na wzgórzu założono strzelnicę pilskiego Bractwa Kurkowego, w 1784 zaś pruskie władze wojskowe wzniosły tu szubienicę. Pamiątką po strzelnicy przeniesionej w 1896 do Parku Miejskiego jest tzw. Stary Dom Strzelecki i nazwa ul. Strzeleckiej. Na przełomie XIX i XX wieku powstała zabudowa szosy do Ujścia (obecna al. Poznańska). Domy były budowane dla robotników, szczególnie kolejarzy. Ta część miasta była wówczas zwana Murzyńską Wioską, ze względu na niemal całkowity brak zieleni w porównaniu do reszty miasta. W tym samym czasie wybudowano tu gazownię miejską. Natomiast we wschodniej części dzielnicy, w pobliżu rzeki Gwdy powstały dwie cegielnie, których pozostałościami jest kilka niewielkich stawów. Staszyce znacznie rozbudowano w okresie międzywojennym, kiedy to powstały domy w rejonie obecnej ul. Wiosny Ludów oraz na tzw. Dołkach.
Po wojnie dawny Karlsberg otrzymał nazwę „Staszyce”, upamiętniającą Stanisława Staszica. W latach 70. XX wieku powstała niezrealizowana koncepcja budowy wielkich zakładów produkcji włókien sztucznych „Chemitex” oraz powiązanego z nimi 40-tysięcznego osiedla „Leśnego”. Mimo sporej liczby ludności, dopiero od 1993 roku na Staszycach istnieje samodzielna parafia rzymskokatolicka.

## Opis
Dzielnica jest podzielona na trzy jednostki: Staszyce I (tzw. Dołki), Staszyce II (rejon ul. Wiosny Ludów, Brzozowej i Wysokiej) oraz Staszyce III (rejon al. Poznańskiej oraz ul. Zamenhofa i Miedzianej). Większa część Staszyc jest położona na wzgórzach. Osiedle między dworcem kolejowym a krawędzią wzgórz jest popularnie nazywane Dołkami. W zabudowie przeważa zabudowa jednorodzinna (głównie przedwojenna). Wiele jest także wolnostojących przedwojennych domów wielorodzinnych. Niewielkie skupiska powojennych bloków znajdują się przy ulicach Rogozińskiej, Zamenhofa, Rydygiera i Motylewskiej. Południowo-wschodnia część Staszyc, w rejonie ul. Przemysłowej i Motylewskiej (tam, gdzie miał powstać „Chemitex”) ma charakter przemysłowy, znajduje się tu też Cmentarz Komunalny. W południowo-zachodniej części dzielnicy, wśród lasów, położone są Jezioro Piaszczyste oraz duży Szpital Specjalistyczny, powstały w latach 1977–1988. Głównymi arteriami komunikacyjnymi dzielnicy są al. Poznańska i ul. Siemiradzkiego.

## Granice dzielnicy
- od północy – tereny PKP (dzielnice Śródmieście i Górne)
- od wschodu – rzeka Gwda (dzielnica Zamość)
- od południa – d. granica miasta do 1992, poprowadzona ul. Motylewską, następnie przez las (dzielnica Motylewo)
- od zachodu – granica miasta (Stobno)

## Ważniejsze obiekty
- Przedszkole nr 14
- Zespół Szkół nr 1 im. Jana Brzechwy
- Gimnazjum Towarzystwa Salezjańskiego im. św. Dominika Savio
- Liceum Towarzystwa Salezjańskiego im. św. Jana Bosco
- Szpital Specjalistyczny
- Stacja Meteorologiczna
- Telewizyjny Ośrodek Nadawczy Piła-Staszyce
- Nadleśnictwo „Zdrojowa Góra”
- Cmentarz Komunalny
- Ośrodek Wypoczynkowy nad Jeziorem Piaszczystym
- Rada Osiedla Staszyce – ul. Motylewska 8

## Zabytki i osobliwości
- Stary Dom Strzelecki z 1887 r. (al. Poznańska 91)
- zabudowania gazowni miejskiej z XIX/XX wieku, m.in. wieża ciśnień
- domy z początku XX wieku przy al. Poznańskiej
- zabudowa jedno- i wielorodzinna z okresu międzywojennego (m.in. ul. Kolejowa, Kościuszki, Limanowskiego, Sienkiewicza, Słoneczna, Wiosny Ludów, Wysoka)
- kościół św. Jana Bosko